# Villa de Chilapa de Díaz
Villa de Chilapa de Díaz är en kommun i Mexiko.   Den ligger i delstaten Oaxaca, i den sydöstra delen av landet, 260 km sydost om huvudstaden Mexico City.